# あさこ・ゆうこ
『あさこ・ゆうこ』は、長野県に伝わるとされる民話。山を隔てて位置する2村に分かれて暮らす2人の娘が知恵を出し合い、2村間にあった確執を解消へと導く頓智話である。

## あらすじ
「あさこ・ゆうこ」の民話は、1957年（昭和32年）発行の『信濃の民話』に下高井郡の話として収録されている。長野県下高井郡山ノ内町菅（北緯36度43分17.6秒 東経138度24分1.5秒 / 北緯36.721556度 東経138.400417度）の池田利治の話を、『信濃の民話』編集委員で長野県中野実業高等学校の児玉信久が採集し、同じく『信濃の民話』編集委員で作家の松谷みよ子が再話したものである。内容を要約して以下に記す。
山の東西のふもとに小さな村があった。50年前の紛争以来、2村間での交易はなく、峠道は荒廃していた。東の村にはあさこという利口な娘がおり、村人たちは彼女を利用して西の村を頓智合戦で負かし、征服しようと考えた。一方、西の村にもゆうこという利口な娘がおり、東の村からの挑戦を受けることにした。
頓智合戦の当日、あさことゆうこは各村の代表として山に登った。頂上で顔を合わせた2人は、互いの年頃や容姿が似ているだけでなく、誕生日まで同じであったことに驚いた。打ち解けた2人は2村間の確執を改めて疑問に思い、これを解消すべく知恵を出し合った。
夕方になって話がまとまると、2人はそれぞれの村に帰った。頓智合戦は引き分けに終わったことにして、次の勝負を提案する。互いの村から道を造り始めて、早く山の頂上に着いた方の勝ち、というものである。あさことゆうこが2村間で工事の進み具合に差が出ないよう調整に努めた結果、道は同じ日に完成した。頂上で顔を合わせた2村の村人たちは互いの戦果を認め合い、和解した。
なお、あさこは朝に産まれたことから、ゆうこは夕方に産まれたことから、それぞれ名付けられたとされる。

## 映像化
「あさこ・ゆうこ」の民話はテレビアニメ『まんが日本昔ばなし』で放送され、同作のDVD第26巻に収録されている。演出・作画は樋口雅一、文芸は久貴千賀子、美術は田中静恵が担当した。

## 朗読
製パン業者のフジパンは、自社ウェブサイトのコンテンツ「民話の部屋」にて、「あさこ・ゆうこ」の民話を『あさこ、ゆうこ』の題で紹介している。六渡邦昭が再話した文章に加え、声優・井上瑤による朗読も併せて公開している。